# Algérie-Égypte en handball masculin
Les confrontations entre l’équipe d'Algérie et l’équipe d'Égypte de handball sont, depuis près de 46 ans, l’une des plus grosses rivalités du handball masculin en Afrique, et la Tunisie aussi.

## Histoire

### CAN 2010
L’année 2010 avait commencé de manière exceptionnel, tout le monde  se souvient encore de cette aventure continentale en Égypte, juste après l’épopée des Verts au football, qui du Caire, et l’agression du bus jusqu’au Soudan, une réunion a eu lieu pour les fonctionnaires de l'Autorité des sports en Égypte, il a été convenu d'accueillir avec précaution les Algériens dans toutes les compétitions sportives en plus de ne pas participer à des compétitions sportives organisées en Algérie. Elle était due à l'Égypte d'accueillir le championnat d'Afrique des nations en Février 2010 et a appelé la Fédération égyptienne de handball de se retirer de l'organisation du tournoi, mais a gardé sa participation, il est venu près de la demande Fédération algérienne de handball pour l'hébergement et en face de cette Union égyptienne rendu sa décision et a accepté d'accueillir le tournoi, au cours de la présence de l'équipe nationale algérienne en Égypte, il y avait un grand contrôle pour éviter toute urgence les deux équipes se sont rencontrées en demi-finale dans le match a été forte se terminant par la victoire de l'Égypte à 26-24.

### Championnat d'Afrique
L'équipe nationale algérienne masculine de handball a rencontré son homologue égyptienne 20 fois en Coupe d'Afrique des nations depuis 1983 jusqu'à 2024. Elle a gagné 8 fois, fait 1 match nul et perdu 11 fois. Elle a marqué 462 buts et en a encaissé 476 (-14).
| N° | Date              | Lieu                          | Match            | Score |
| -- | ----------------- | ----------------------------- | ---------------- | ----- |
| 1  | 28 juillet 1983   | Le Caire, Égypte              | Égypte - Algérie | 23-25 |
| 2  | 21 septembre 1985 | Luanda, Angola                | Algérie - Égypte | 24-17 |
| 3  | 7 juillet 1987    | Rabat, Maroc                  | Algérie - Égypte | 22-12 |
| 4  | 12 juillet 1987   | Rabat, Maroc                  | Algérie - Égypte | 22-16 |
| 5  | 27 juillet 1989   | Alger, Algérie                | Algérie - Égypte | 18-17 |
| 6  | 5 septembre 1991  | Le Caire, Égypte              | Égypte - Algérie | 19-18 |
| 7  | 15 novembre 1994  | Tunis , Tunisie               | Algérie - Egypte | 26-18 |
| 8  | 23 octobre 1996   | Cotonou, Bénin                | Algérie - Égypte | 25-23 |
| 9  | 24 octobre 1998   | Johannesbourg, Afrique du Sud | Égypte - Algérie | 26-25 |
| 10 | 25 avril 2000     | Alger, Algérie                | Algérie - Égypte | 20-22 |
| 11 | 17 avril 2004     | Le Caire, Égypte              | Égypte - Algérie | 31-24 |
| 12 | 14 janvier 2006   | Tunis, Tunisie                | Égypte - Algérie | 26-21 |
| 13 | 10 janvier 2008   | Lubango, Angola               | Égypte - Algérie | 26-23 |
| 14 | 19 février 2010   | Le Caire, Égypte              | Égypte - Algérie | 26-24 |
| 15 | 16 janvier 2012   | Salé, Maroc                   | Algérie - Égypte | 34-34 |
| 16 | 19 janvier 2012   | Salé, Maroc                   | Algérie - Égypte | 26-25 |
| 17 | 21 janvier 2016   | Le Caire, Égypte              | Égypte - Algérie | 22-18 |
| 18 | 24 janvier 2020   | Tunis, Tunisie                | Égypte - Algérie | 30-27 |
| 19 | 15 juillet 2022   | Ville du 6 Octobre, Égypte    | Egypte - Algérie | 34-19 |
| 20 | 27 janvier 2024   | Le Caire, Égypte              | Egypte - Algérie | 29-21 |

### Championnat du monde
Les deux équipes nationales se sont affrontées 5 fois en Championnat du monde. L'équipe nationale algérienne a remporté une victoire, tandis que l'équipe nationale égyptienne en a remporté deux, et deux matchs se sont terminés par un match nul. L'équipe nationale algérienne a marqué 118 buts et en a encaissé 129 (-11).
| N° | Date            | Lieu                          | Match            | Score |
| -- | --------------- | ----------------------------- | ---------------- | ----- |
| 1  | 31 janvier 2001 | Amnéville, France             | Algérie- Égypte  | 21-24 |
| 2  | 21 janvier 2003 | São João da Madeira, Portugal | Algérie - Égypte | 25-25 |
| 3  | 24 janvier 2009 | Pula, Croatie                 | Algérie - Égypte | 28-22 |
| 4  | 15 janvier 2013 | Caja Mágica, Espagne          | Algérie - Égypte | 24-24 |
| 5  | 16 janvier 2015 | Doha, Qatar                   | Algérie - Égypte | 20-34 |

### Jeux olympiques
- 24 juillet 1996 a Atlanta  États-Unis : -  (phase de poule) .
- Égypte bat  Algérie 19 à 16 .

## Liste des confrontations
| Date              | Lieu                          | Match                           | Score | Compétition                                                       | Référence      |
| avril 1963        | Dakar, Sénégal                | République arabe unie - Algérie | 19-7  | Jeux de l'amitié                                                  | Grine, p. 566  |
| mars 1972         | Tunis, Tunisie                | Égypte - Algérie                | 19-19 | tournoi de qualification olympique                                | Grine, p. 372  |
| 12 janvier 1973   | Lagos, Nigeria                | Égypte - Algérie                | 15-12 | Jeux africains de 1973 (match de poules - Groupe A)               | [ 2 ]          |
| 14 janvier 1973   | Lagos, Nigeria                | Algérie - Égypte                | 14-12 | Jeux africains de 1973 (Finale)                                   | [ 2 ]          |
| 27 septembre 1979 | Split, Yougoslavie            | Égypte - Algérie                | 10-0  | Jeux méditerranéens de 1979                                       |                |
| 28 juillet 1983   | Le Caire, Égypte              | Égypte - Algérie                | 23-25 | Championnat d'Afrique 1983 (match de poules - Groupe A)           | Grine, p. 362. |
| 21 septembre 1985 | Luanda, Angola                | Algérie - Égypte                | 24-17 | Championnat d'Afrique 1985 (Demi-finale)                          | Grine, p. 362  |
| 7 juillet 1987    | Rabat, Maroc                  | Algérie - Égypte                | 22-12 | Championnat d'Afrique 1987 (match de poules - Groupe A)           | Grine, p. 362. |
| 12 juillet 1987   | Rabat, Maroc                  | Algérie - Égypte                | 22-16 | Championnat d'Afrique 1987 (Finale)                               | Grine, p. 362. |
| 11 août 1987      | Nairobi, Kenya                | Algérie - Égypte                | 18-17 | Jeux africains de 1987 (Demi-finale)                              | [ 3 ]          |
| 27 juillet 1989   | Alger, Algérie                | Algérie - Égypte                | 18-17 | Championnat d'Afrique 1989 (Finale)                               | Grine, p. 363  |
| 4 juillet 1991    | Athènes, Grèce                | Égypte - Algérie                | 20-20 | Jeux méditerranéens de 1991                                       |                |
| 5 septembre 1991  | Le Caire, Égypte              | Égypte - Algérie                | 19-18 | Championnat d'Afrique 1991                                        | [ 4 ]          |
| 30 septembre 1991 | Le Caire, Égypte              | Égypte - Algérie                | 16-12 | Jeux africains de 1991 (finale)                                   | [ 5 ]          |
| 15 novembre 1994  | Tunis, Tunisie                | Égypte - Algérie                | 18-26 | Championnat d'Afrique 1994 (demi-finale)                          |                |
| 24 juillet 1996   | Atlanta, États-Unis           | Égypte - Algérie                | 19-16 | Jeux olympiques d'été de 1996 (match de poules - Groupe B)        | [ 6 ]          |
| 23 octobre 1996   | Cotonou, Bénin                | Algérie - Égypte                | 25-23 | Championnat d'Afrique 1996 (match de poules - Groupe B)           |                |
| juin 1997         | Bari, Italie                  | Égypte - Algérie                | 25-18 | Jeux méditerranéens de 1997                                       |                |
| 24 octobre 1998   | Johannesbourg, Afrique du Sud | Égypte - Algérie                | 26-25 | Championnat d'Afrique 1998 (match de poules - Groupe A)           |                |
| 13 septembre 1999 | Johannesbourg, Afrique du Sud | Algérie - Égypte                | 31-21 | Jeux africains de 1999 (match de poule no 1)                      | [ 7 ]          |
| 18 septembre 1999 | Johannesbourg, Afrique du Sud | Égypte - Algérie                | 24-21 | Jeux africains de 1999 (match de poule no 2)                      | [ 7 ]          |
| 25 avril 2000     | Alger, Algérie                | Algérie - Égypte                | 20-22 | Championnat d'Afrique 2000 (poule unique)                         |                |
| 31 janvier 2001   | Amnéville, France             | Égypte - Algérie                | 24-21 | Championnat du monde 2001 (1/8 de Finale)                         | [ 8 ]          |
| 21 janvier 2003   | São João da Madeira, Portugal | Algérie - Égypte                | 25-25 | Championnat du monde 2003 (match de poules - Groupe D)            | [ 9 ]          |
| 16 septembre 2003 | Luanda, Angola                | Égypte - Algérie                | 28-27 | Qualifications aux Jeux olympiques d'été de 2004                  |                |
| 13 octobre 2003   | Abuja, Nigeria                | Égypte - Algérie                | 31-29 | Jeux africains de 2003 (finale)                                   |                |
| 17 avril 2004     | Le Caire, Égypte              | Égypte - Algérie                | 31-24 | Championnat d'Afrique 2004 (Demi-finale)                          |                |
| 16 avril 2005     | La Mecque, Arabie saoudite    | Algérie - Égypte                | 31-27 | Jeux de la solidarité islamique 2005 (match de poules - Groupe E) |                |
| 14 janvier 2006   | El Menzah, Tunisie            | Égypte - Algérie                | 26-21 | Championnat d'Afrique 2006 (match de poules - Groupe E)           |                |
| 21 juillet 2007   | Alger, Algérie                | Algérie - Égypte                | 21-29 | Jeux africains de 2007 (finale)                                   | [ 10 ]         |
| 10 janvier 2008   | Lubango, Angola               | Égypte - Algérie                | 26-23 | Championnat d'Afrique 2008 (match de poules - Groupe A)           |                |
| 24 janvier 2009   | Pula, Croatie                 | Algérie - Égypte                | 28-22 | Championnat du monde 2009 (Coupe du Président)                    |                |
| 19 février 2010   | Le Caire, Égypte              | Égypte - Algérie                | 26-24 | Championnat d'Afrique 2010 (Demi-Finale)                          | [ 11 ]         |
| 15 septembre 2011 | Maputo, Mozambique            | Égypte - Algérie                | 22-17 | Handball aux Jeux africains 2011 (Demi-finale)                    |                |
| 16 janvier 2012   | Salé, Maroc                   | Algérie - Égypte                | 34-34 | Championnat d'Afrique 2012 (match de poules - Groupe B)           | ,              |
| 19 janvier 2012   | Salé, Maroc                   | Algérie - Égypte                | 26-25 | Championnat d'Afrique 2012 (Demi-finale)                          | [ 14 ]         |
| 15 janvier 2013   | Caja Mágica, Espagne          | Algérie - Égypte                | 24-24 | Championnat du monde 2013 (match de poules - Groupe D)            | ,              |
| 16 janvier 2015   | Doha, Qatar                   | Égypte - Algérie                | 34-20 | Championnat du monde 2015 (match de poules - Groupe C)            | ,              |
| 21 janvier 2016   | Le Caire, Égypte              | Égypte - Algérie                | 22-18 | Championnat d'Afrique 2016 (match de poules - Groupe A)           | [ 20 ]         |
| 28 août 2019      | Casablanca, Maroc             | Égypte - Algérie                | 40-23 | Handball aux Jeux africains de 2019 (demi-finale)                 |                |
| 24 janvier 2020   | Tunis, Tunisie                | Égypte - Algérie                | 30-27 | Championnat d'Afrique 2020 (demi-finale)                          |                |
| 15 juillet 2022   | Caire, Égypte                 | Égypte - Algérie                | 34-19 | Championnat d'Afrique 2022 (Quart de finales)                     |                |
| 27 janvier 2024   | Le Caire, Égypte              | Égypte - Algérie                | 29-21 | Championnat d'Afrique 2024 (finale)                               |                |

## Palmarès
| Nom                                    | Or                                                   | Argent                                         | Bronze                                |
| Équipe d'Égypte masculine de handball  | Équipe d'Égypte masculine de handball                | Équipe d'Égypte masculine de handball          | Équipe d'Égypte masculine de handball |
| -------------------------------------- | ---------------------------------------------------- | ---------------------------------------------- | ------------------------------------- |
| Championnat d'Afrique                  | 1991, 1992, 2000, 2004, 2008, 2016, 2020, 2022, 2024 | 1979, 1987, 1989, 2006, 2010, 2018             | 1994, 1996, 1998, 2002, 2012, 2014    |
| Jeux méditerranéens                    | 2013                                                 | 1991, 2022                                     | Néant                                 |
| Jeux africains                         | 1965, 1991, 1995, 2003, 2007, 2011, 2015, 2023       | 1973, 1999, 2019                               | 1987                                  |
| Championnats du monde                  | Néant                                                | Néant                                          | Néant                                 |
| Jeux Olympiques                        | Néant                                                | Néant                                          | Néant                                 |
| Équipe d'Algérie masculine de handball |                                                      |                                                |                                       |
| Championnat d'Afrique                  | 1981, 1983, 1985, 1987, 1989, 1996, 2014             | 1976, 1991, 1994, 1998, 2000, 2002, 2012, 2024 | 1979, 1992, 2008, 2010, 2020          |
| Jeux méditerranéens                    | 1987                                                 | 1983                                           | 1975                                  |
| Jeux africains                         | 1973, 1978, 1987, 1999                               | 1991, 2003, 2007                               | 2011                                  |
| Championnats du monde                  | Néant                                                | Néant                                          | Néant                                 |
| Jeux Olympiques                        | Néant                                                | Néant                                          | Néant                                 |

## Statistiques
| Nom                                    | R                                     | V                                     | N                                     | D                                     | BP                                    | BC                                    | Diff                                  |
| Équipe d'Égypte masculine de handball  | Équipe d'Égypte masculine de handball | Équipe d'Égypte masculine de handball | Équipe d'Égypte masculine de handball | Équipe d'Égypte masculine de handball | Équipe d'Égypte masculine de handball | Équipe d'Égypte masculine de handball | Équipe d'Égypte masculine de handball |
| -------------------------------------- | ------------------------------------- | ------------------------------------- | ------------------------------------- | ------------------------------------- | ------------------------------------- | ------------------------------------- | ------------------------------------- |
| Championnat d'Afrique                  | 20                                    | 11                                    | 1                                     | 8                                     | 476                                   | 462                                   | +14                                   |
| Jeux méditerranéens                    | 3                                     | 2                                     | 1                                     | 0                                     | 55                                    | 38                                    | +17                                   |
| Jeux africains                         | 10                                    | 7                                     | 0                                     | 3                                     | 227                                   | 198                                   | +29                                   |
| Championnats du monde                  | 5                                     | 2                                     | 2                                     | 1                                     | 129                                   | 118                                   | +11                                   |
| Jeux Olympiques                        | 1                                     | 1                                     | 0                                     | 0                                     | 19                                    | 16                                    | +3                                    |
| Qualifications Jeux olympiques         | 2                                     | 1                                     | 1                                     | 0                                     | 47                                    | 46                                    | +1                                    |
| TOTAL équipe d'Égypte                  | 41                                    | 24                                    | 5                                     | 12                                    | 953                                   | 878                                   | +75                                   |
| Équipe d'Algérie masculine de handball |                                       |                                       |                                       |                                       |                                       |                                       |                                       |
| Championnat d'Afrique                  | 20                                    | 8                                     | 1                                     | 11                                    | 462                                   | 476                                   | -14                                   |
| Jeux méditerranéens                    | 3                                     | 0                                     | 1                                     | 2                                     | 38                                    | 55                                    | −17                                   |
| Jeux africains                         | 10                                    | 3                                     | 0                                     | 7                                     | 198                                   | 227                                   | −29                                   |
| Championnats du monde                  | 5                                     | 1                                     | 2                                     | 2                                     | 118                                   | 129                                   | −11                                   |
| Jeux Olympiques                        | 1                                     | 0                                     | 0                                     | 1                                     | 16                                    | 19                                    | −3                                    |
| Qualifications Jeux olympiques         | 2                                     | 0                                     | 1                                     | 1                                     | 46                                    | 47                                    | −1                                    |
| TOTAL équipe d'Algérie                 | 41                                    | 12                                    | 5                                     | 24                                    | 878                                   | 953                                   | −75                                   |

## Matchs amicaux
| Date              | Lieu              | Match            | Score | Compétition                            | Référence |
| 4 novembre 1993   | Sousse, Tunisie   | Algerie - Egypte | 24-18 | Tournoi du 7 novembre de Tunis Tunisie | .         |
| 11 janvier 2009   | Paris, France     | Algérie - Égypte | 25-28 | Tournoi de Paris-Bercy                 |           |
| 1er novembre 2014 | São Paulo, Brésil | Algérie - Égypte | 26-27 | Tournoi des IV Nations                 |           |

### Ouvrage de référence
- Hamid Grine, L'almanach du sport algérien, ANEP Editions, 1990, 589 p. (présentation en ligne).

### Autres références
1. ↑  « Egypt threaten boycott after violence of Algeria tie », sur theguardian.com (consulté le 21 juillet 2017).
2. ↑  « Handball aux Jeux africains de 1973 », sur todor66.com (consulté le 21 avril 2020).
3. ↑  « Handball aux Jeux africains de 1987 », sur todor66.com (consulté le 21 avril 2020).
4. ↑  El-mountakheb numéro 300 du samedi 7 septembre 1991; page 1.
5. ↑  « Handball aux Jeux africains de 1991 », sur todor66.com (consulté le 21 avril 2020).
6. ↑  « Match Algérie-Égypte », sur eurohandball.com, 1996 (consulté le 25 janvier 2017).
7. ↑  « Handball aux Jeux africains de 1999 », sur todor66.com (consulté le 21 avril 2020).
8. ↑  « Match Algérie-Égypte », sur handzone.net, 2001 (consulté le 31 janvier 2001).
9. ↑  « Match Algérie-Égypte », sur eurohandball.com, 2003 (consulté le 25 janvier 2017).
10. ↑  « Handball aux Jeux africains de 2007 », sur todor66.com (consulté le 21 avril 2020).
11. ↑  « CAN-2010 de handball • Algérie-Egypte disputé dans une ambiance électrique ! », sur maghrebinfo.actu-monde.com (consulté le 19 février 2010).
12. ↑  « CAN 2012 : Algérie-Egypte 34-34 (16-20) », sur dzhand.net (consulté le 16 janvier 2012).
13. ↑  « Handball/ CAN-2012 (messieurs) : Algérie 34 - Egypte 34 En pensant à la demi-finale ! », sur algerie360.com (consulté le 17 janvier 2012).
14. ↑  « Incroyable mais vrai ! », sur dzhand.net (consulté le 20 janvier 2012).
15. ↑  « Match Algérie-Égypte », sur ihf.info, 2013 (consulté le 11 janvier 2014).
16. ↑  « Mondial 2013 : Algérie-Egypte 24-24 (12-16) », sur dzhand.net (consulté le 15 janvier 2013).
17. ↑  « Match Algérie-Égypte », sur ihf.info, 2015 (consulté le 11 janvier 2015).
18. ↑  « Algérie-Égypte : 20-34 », sur lequipe.fr (consulté le 16 janvier 2015).
19. ↑  « Mondial 2015 : Algérie – Egypte : 20-34 », sur dzhand.net (consulté le 16 janvier 2015).
20. ↑  « Handball : CAN 2016, Egypte 22-18 Algérie », sur dzfoot.com (consulté le 21 janvier 2016).
21. ↑   El-Djemhouria  Algérie N° 9648 du Samedi 6 novembre 1993 page 15